# NGC 7480
NGC 7480 este o galaxie situată în constelația Peștii. A fost descoperită în 11 august 1864 de către Albert Marth. Se află la o distanță de 65,78 de megaparseci de Pământ.